# Plectranthus membranaceus
Plectranthus membranaceus là một loài thực vật có hoa trong họ Hoa môi. Loài này được (Scott-Elliot) Hedge miêu tả khoa học đầu tiên năm 1998.